# Stemma di Monaco di Baviera
Lo stemma di Monaco di Baviera è attestato a partire dal XIII secolo ed è stato ripetutamente soggetto a modifiche. Nella sua forma attuale, lo stemma risale al 1957 ed esiste in una versione grande ed in una piccola. Suo elemento caratterizzante è sempre stato (tranne che nel periodo dal 1808 al 1818) un monaco, dato che l'etimologia del nome della città viene fatta comunemente risalire proprio a tale figura religiosa.

## Il monaco

Piccolo stemma della città di Monaco di Baviera

Lo stemma con il monaco è un'arma parlante e richiama direttamente il nome della città, attestato per la prima volta nel 1158 in un documento promulgato da Federico Barbarossa in occasione della dieta di Augusta nella forma forum apud Munichen, con evidente richiamo all'alto tedesco antico munih, che significava proprio monaco.
Il monaco è raffigurato con una tonaca nera bordata d'oro, un cappuccio e scarpe rosse. Nella mano sinistra tiene un libro rosso, la destra è sollevata con pollice, indice e medio eretti. L'interpretazione ufficiale, riportata nell'ordinamento comunale, vede la mano destra sollevata in segno di giuramento, e spiega in questo senso anche la presenza del libro rosso tenuto nella mano sinistra, che potrebbe dunque essere il libro del diritto cittadino, tramandato come manoscritto rilegato in rosso dell'anno 1365. Tale interpretazione è supportata da alcuni studiosi di storia monachese del XIX e XX secolo, ma è contestata da Helmuth Stahleder sulla base di alcune fonti dell'archivio cittadino. Egli rimanda piuttosto alla tradizione cristiana e interpreta la mano sollevata in segno di benedizione ed il libro rosso come il Vangelo.
Il monaco come figura araldica a sé stante appare per la prima volta su un sigillo dell'anno 1304 e su alcuni vessilli comunali del XIV secolo. Nel corso dei secoli successivi, fino all'attuale versione del 1957, lo stemma ha subito ripetute modificazioni. Già a partire dal XV secolo il monaco iniziò ad assumere dei tratti infantili, ma fu soprattutto nel XVIII e nel XIX secolo che le sembianze del monaco furono definitivamente ingraziosite, fino a fargli guadagnare il soprannome di Münchner Kindl, una forma dialettale bavarese traducibile come bambinetto monachese. Tale denominazione è attestata per la prima volta nel 1727.

## Storia

### Sigillo comunale medievale
Lo stemma di Monaco trae origine da alcuni sigilli comunali degli anni 1239 e 1268, rappresentanti la testa di un monaco con un cappuccio all'interno di una porta merlata ed un'aquila sopra la porta. Il terzo sigillo di Monaco, utilizzato a partire dal 1304, è molto simile all'attuale piccolo stemma e raffigura un monaco in posizione eretta con mano destra sollevata ed un libro nella mano sinistra. A partire dal 1323 furono invece utilizzati dei sigilli più simili all'odierno grande stemma: vi è rappresentato un monaco in piedi sotto ad una porta, sovrastata da un leone che sostituì l'aquila dei sigilli più antichi. Il leone dorato era divenuto il simbolo dei Wittelsbach in seguito all'assegnazione a Ludovico I di Baviera del Palatinato del Reno nel 1214.

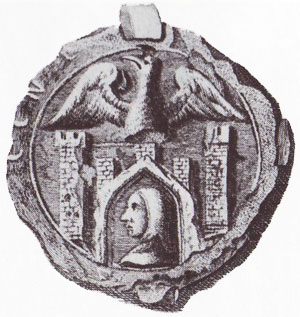
Secondo sigillo comunale dal 1268 al 1302
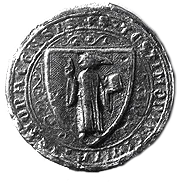
Piccolo sigillo dal 1304 al 1398
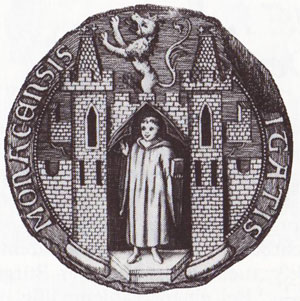
Grande sigillo dal 1323 al 1356

### Lo stemma di Monaco all'epoca di Massimiliano I Giuseppe di Baviera
Nel 1808 Massimiliano I Giuseppe di Baviera conferì alla città di Monaco un nuovo stemma raffigurante un antico portale sovrastato dalla corona regale. All'interno della porta è raffigurato un leone dorato, che tiene nelle sue zampe una spada ed uno scudo con la lettera "M". Massimiliano Giuseppe voleva infatti mostrarsi un sovrano illuminato rimuovendo la figura del monaco dallo stemma. Tuttavia la cittadinanza protestò per la cancellazione di qualunque riferimento alla storica figura, ottenendo una reintroduzione della testa di un monaco nella versione del 1818 dello stemma, al posto della lettera "M".

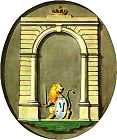
1808–1818
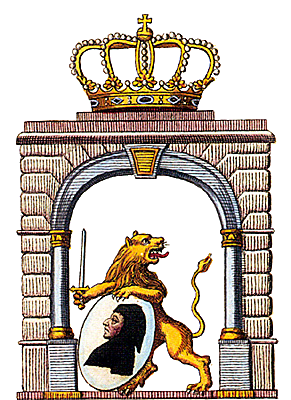
1818–1835

### Lo stemma di Monaco all'epoca di Ludovico I di Baviera
Nel 1834 Ludovico I di Baviera conferì alla città un nuovo stemma in una versione grande ed una piccola, riproducenti i più antichi sigilli. Più precisamente il piccolo stemma si rifaceva al sigillo del 1304, il grande stemma a quello del 1323. Gli stemmi del 1835  avevano uno sfondo blu, che fu sostituito nel 1865 da Ludovico II con un colore argentato. In generale il colore non era stato cambiato spesso; solo nel XVI secolo ad esempio fu usato l'oro.

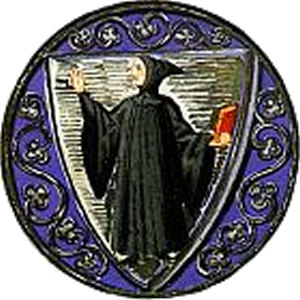
1835–1865 Piccolo stemma
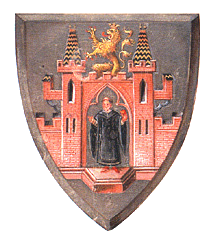
1865–1936 1949–1957 Grande stemma
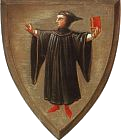
1865–1936 1949–1957 Piccolo stemma

### Lo stemma di Monaco durante il Terzo Reich
Tra il 1936 ed il 1945 il leone del grande stemma fu sostituito dall'aquila dello stemma della Germania nazista; il monaco vi appare come un gendarme con entrambe le braccia sollevate davanti alla porta. Il disegno è di Richard Klein. Al termine della seconda guerra mondiale la versione nazista fu abolita e fino al 1948 la città rimase priva di uno stemma ufficiale.

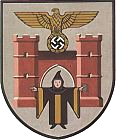
1936–1945

### Stemmi recenti
Tra il 1949 ed il 1957 furono reintrodotti lo stemma grande e quello piccolo in vigore fino al 1936.
Nel 1957 entrambe le versioni (grande e piccola) dello stemma cittadino furono ridisegnate dal grafico Eduard Ege. Contemporaneamente il consiglio comunale del 17 dicembre 1957 decise di non utilizzare più il grande stemma, se non per particolari scopi rappresentativi.

Dal 1957 a oggi Grande stemma utilizzato solo in occasioni particolari
Dal 1957 a oggi Piccolo stemma versione ufficialmente in uso

La blasonatura e la rappresentazione validi sono quelli stabiliti nell'ultima modifica dell'ordinamento comunale, cioè quella del 2 dicembre 2002, entrata in vigore il 1º gennaio 2003. Gli stemmi ufficiali non soddisfano le regole dell'araldica classica. In primo luogo è utilizzato il color carne per la pelle ed il marrone per i capelli, cosa classicamente non prevista, ed inoltre i contorni non sono sempre netti, come ad esempio nella testa e nella mano del monaco. Tuttavia al giorno d'oggi ciò non ha più importanza, poiché tali norme avevano in epoca medievale la funzione di rendere facilmente distinguibili i combattenti sui campi di battaglia, anche a grande distanza.

## Stemmi dei distretti di Monaco
Solo alcuni degli attuali distretti di Monaco avevano uno stemma prima di essere inglobati nella metropoli bavarese. Nello specifico si tratta dei distretti del sobborgo di Au, delle città di Pasing e Schwabing, così come dei comuni di Aubing, Feldmoching, Obermenzing e Untermenzing. Il consiglio comunale di Milbertshofen, che nel 1910 era diventata città, aveva deciso l'introduzione di uno stemma il 16 febbraio 1911. Tale decisione fu però prima rinviata e poi resa vana dall'incorporazione nel comune di Monaco, avvenuta nel 1913.

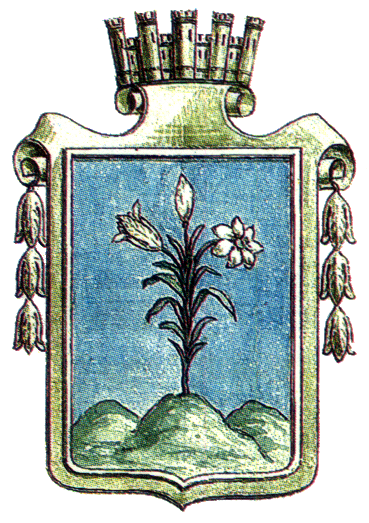
Au
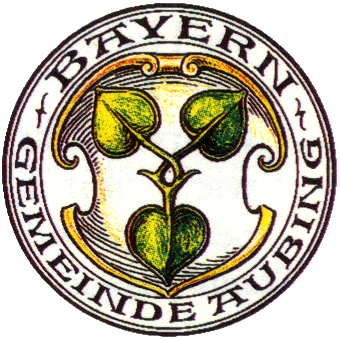
Aubing
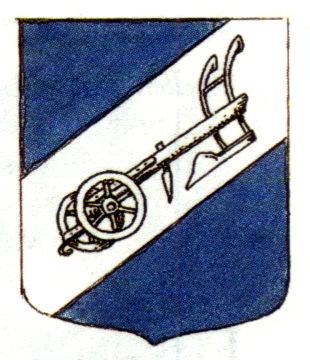
Feldmoching
Obermenzing
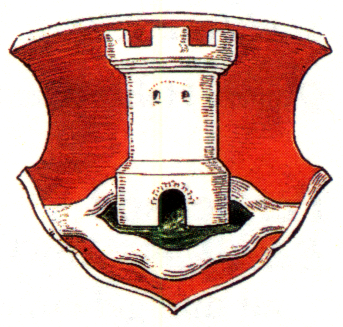
Pasing
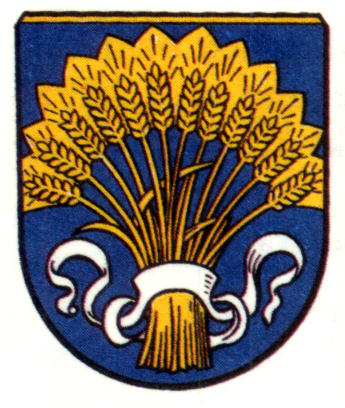
Schwabing
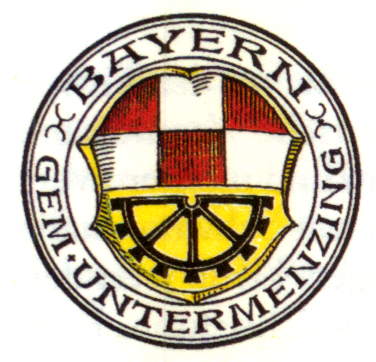
Untermenzing
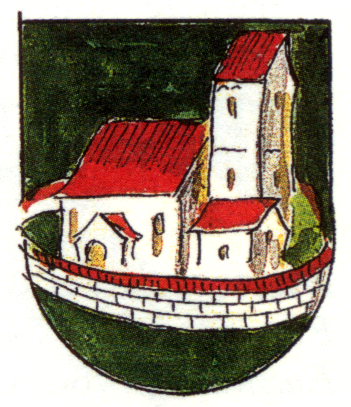
Milbertshofen (Entwurf)